# Legge dei rendimenti decrescenti
La legge dei rendimenti decrescenti è stata formulata per la prima volta dall'economista classico David Ricardo. Detta anche "legge delle proporzioni variabili", presuppone un rapporto tecnico fra input e output, peraltro non dimostrabile scientificamente ma solo empiricamente. In pratica, in un sistema produttivo generico, ad ogni apporto di un fattore qualsiasi, cioè terra, lavoro, capitale, macchine, ecc. non corrisponde un incremento di produzione proporzionalmente crescente.
Normalmente si ipotizza che la legge non entri sempre in funzione ma solo quando l'input variabile supera una determinata soglia. Ad esempio, l'aumento dei lavoratori a una catena di montaggio consente certamente un aumento proporzionale della produzione, ma solo fino a quando l'intero sistema non incomincia a soffrire di disfunzioni dovute alla logistica o all'organizzazione del lavoro, proprio a causa del suo ingrandirsi. I grandi impianti industriali hanno dimostrato che devono essere suddivisi in sezioni, per quanto coordinate, proprio a causa dei rendimenti decrescenti. Questo perché all'aumento del numero dei lavoratori e della massa degli impianti non corrisponde un conseguente aumento produttivo.
La legge dei rendimenti decrescenti ha il suo corollario (o anche antitesi, a seconda dei casi) nella "Legge dei rendimenti di scala". È certo che una grande organizzazione produttiva ha la possibilità di eliminare gran parte delle diseconomie dovute alle piccole dimensioni (ricorso a massicce forniture sul mercato internazionale giocando sui prezzi, concentrazione dell'amministrazione, applicazione di costosi metodi scientifici), ma proprio a causa delle dimensioni, esiste una soglia oltre la quale le diseconomie prendono il sopravvento e si rientra nella legge precedente dei rendimenti decrescenti.
I grandi risultati di gigantesche multinazionali sembrano vanificare entrambe le leggi, dato che esse riescono ad ingrandirsi oltre misura, mantenere buoni rendimenti di scala e ridurre al minimo le diseconomie. Il fenomeno si spiega con la flessibilità delle grandi multinazionali, organizzate come catene di interessi, ben rappresentate dai diagrammi delle partecipazioni incrociate. Imprese di quel tipo sono infatti in grado di collegare singole sottoimprese come una singola fabbrica collegava le stazioni di una linea di montaggio. Si giunge così alla fabbrica diffusa, dove la produzione di uno stabilimento (quello che un tempo era il singolo reparto) non è più destinata a una singola impresa ma a molte, con il vantaggio della specializzazione e dell'aumento enorme della produttività.
C'è un collegamento alla fisica: alcuni studiosi hanno analizzato i sistemi produttivi con i criteri del secondo principio della termodinamica, secondo il quale oltre un certo limite entrano in funzione degli aspetti caotici che portano alla dissipazione di energia e quindi a un aumento di entropia.
A questi temi furono collegate le ricerche intorno alla produzione snella (o just-in-time), alla logistica e alla qualità totale.